# Chiharu Kato
Chiharu Kato (japanisch 加藤 智陽 Kato Chiharu; * 11. April 1996 in der Präfektur Saitama) ist ein ehemaliger japanischer Fußballspieler.

## Karriere
Chiharu Kato erlernte das Fußballspielen in der Jugendmannschaft der Urawa Red Diamonds, in der Schulmannschaft der Seibudai High School sowie in der Universitätsmannschaft der Senshū-Universität. Seinen ersten Vertrag unterschrieb er am 1. Juli 2019 beim australischen Verein Rochedale Rovers FC. Der Verein aus Priestdale spielte in der Football Queensland Premier League, der zweiten Liga im Bundesstaat Queensland. Im Februar 2020 ging er nach Europa. Hier unterschrieb er in Finnland einen Vertrag beim AC Kajaani. Mit dem Verein aus Kajaani spielte er in der zweiten finnischen Liga. Sein Zweitligadebüt in Finnland gab Chiharu Kato am 27. Juni 2020 (2. Spieltag) im Auswärtsspiel gegen Musan Salama. Hier stand er in der Anfangself und spielte die kompletten 90 Minuten. In der 48. Minute schoss er sein erstes Tor zu 1:0-Führung. Das Spiel gewann Kajaani mit 2:0. Insgesamt absolvierte er 12 Zweitligaspiele. Im Januar 2021 kehrte er in sein Heimatland zurück und schloss sich dem Zweitligisten Júbilo Iwata an. Dort kam Kato erst am 27. Oktober 2021 zu seinem Pflichtspieldebüt, als bei der 0:2-Niederlage im Viertelfinale des Kaiserpokals in der 89. Minute eingewechselt wurde. Nach seiner Vertragsauflösung im Februar 2022 fand Kato keinen Verein mehr.